# Патанамтитта (округ)
Патанамтитта (малаял. പത്തനംതിട്ട ജില്ല; англ. Pathanamthitta) — округ в индийском штате Керала. Образован 1 ноября 1982 года. Административный центр — город Патанамтитта. Площадь округа — 2462 км². По данным всеиндийской переписи 2001 года население округа составляло 1 231 577 человек. Уровень грамотности взрослого населения составлял 94,8 %, что значительно выше среднеиндийского уровня (59,5 %). Доля городского населения составляла 10 %.